# Алфредо Фони
Алфредо Фони (на италиански: Alfredo Foni) е италиански футболист (защитник), национал и треньор.

## Кариера
Роден е на 20 януари 1911 г. в Удине. Златен медалист с Италия на световното първенство по футбол през 1938 г. и на олимпийските игри 1936 г.
Започва да играе футбол на 16-годишна възраст във втората италианска дивизия за отбора на Удинезе. Преминава в Лацио през 1929 г., където изкарва два сезона, след което играе за Падуа. През 1934 г. преминава в редиците на Ювентус, където играе до края на своята футболна кариера през 1947 г. В периода 1935 - 1942 няма пропуснат мач за отбора на „Старата Госпожа“, където общо записва 266 мача, в които вкарва 5 гола. Печели шампионата на Италия през 1935 г., а купата на Италия през 1938 и 1942 г.
За националния отбор играе от 1935 г. до 1942 г., като записва 23 мача.
Треньорската кариера на Фони започва с отбора на Венеция в Серия Б, където не след дълго е уволнен. След няколко години евентуално поема отбора на ФК Интер, с които печели скудетото в две поредни години (през 1953 и 1954 г.), а тактиката която използва за да постигне този успех е много елементарна - възлага на „неуморния“ нападател Джино Армано да се връща чак до линията на крайните защитници и да помага в отбрана. В началото дефанзивната игра на отбора е остро критикувана от привържениците, но скоро след завоюването на двата шампионата, всички забравят за нападките.